# علم‌الدین (رود)
علم‌الدین (به لاتین: Alamüdün) یک رود در قرقیزستان است که در استان چوی واقع شده‌است.